# Comuna Knivsta
Knivsta (Knivsta kommun) este o comună din comitatul Uppsala län, Suedia, cu o populație de 15.580 locuitori (2013).

## Geografie

### Zone urbane
Lista celor mai mari zone urbane din comună (anul 2015) conform Biroului Central de Statistică al Suediei:
| Nr | Zona urbană | Pop.  |
| -- | ----------- | ----- |
| 1  | Knivsta     | 7.977 |
| 2  | Alsike      | 3.833 |
| 3  | Edeby       | 243   |

## Demografie
| \| Evoluția demografică în comuna Knivsta, 2005–2015 \| Evoluția demografică în comuna Knivsta, 2005–2015 \| Evoluția demografică în comuna Knivsta, 2005–2015 \| Evoluția demografică în comuna Knivsta, 2005–2015 \| Evoluția demografică în comuna Knivsta, 2005–2015 \| \| ----------------------------------------------------------------------------------------------------- \| ------------------------------------------------- \| ------------------------------------------------- \| ------------------------------------------------- \| ------------------------------------------------- \| \| An \| \| \| Locuitori \| \| \| 2005 \| 2005 \| \| 13324 \| 13324 \| \| 2010 \| 2010 \| \| 14724 \| 14724 \| \| 2015 \| 2015 \| \| 16869 \| 16869 \| \| Sursa: SCB - Statistika Centralbyrån, Folkmängd efter region, civilstånd, ålder och kön. År 1968–2016 \| \| \| \| \| |      |  |           |       |
| Evoluția demografică în comuna Knivsta, 2005–2015 |      |  |           |       |
| An |      |  | Locuitori |       |
| 2005 | 2005 |  | 13324     | 13324 |
| 2010 | 2010 |  | 14724     | 14724 |
| 2015 | 2015 |  | 16869     | 16869 |
| Sursa: SCB - Statistika Centralbyrån, Folkmängd efter region, civilstånd, ålder och kön. År 1968–2016 |      |  |           |       |